# 岡部元信
岡部 元信（おかべ もとのぶ）は、戦国時代から安土桃山時代にかけての武将。今川家の家臣。後に甲斐武田家の家臣。

## 素性
通称は五郎兵衛、受領名は丹波守。名（諱）は元信のほか、よく知られるものには長教（ながのり）があり、そのほか真幸（さねゆき）・元綱（もとつな）も、元信の別名であると推測されている。このうち、元信・元綱の「元」の字は、今川氏の家臣だった間に主君の今川義元から偏諱を与えられたものであり、真幸も、義元の子・氏真から重ねて偏諱（「真」の字）を賜う形で名乗ったものである。
岡部家の本貫は駿河志太郡岡部（現在の静岡県藤枝市岡部町）で、朝比奈信置や孕石元泰と並ぶ駿河先方衆の1人であった。父は岡部親綱（玄忠）である。また弟が少なくとも2名以上いたことが分かっている。系図類などでは岡部久綱（信綱）の子である岡部正綱の弟とされることが多いが、岡部元信（小次郎元綱）の初見は天文11年（1542年）であり、これは正綱の生年と同じである。また父親が明らかに別人であり、実際の所は不明である。
なお、この時期の岡部氏の嫡流については、親綱の兄弟もしくは近親とみられる大和守・和泉守父子（共に実名不詳）に移ったとする研究もあるが、岡部氏は今川氏・武田氏（系統によっては後北条氏）の2度の主家滅亡の影響で一族が離散したために失われた古文書も多く、正綱・元信の関係も含めて不明点が多い。

## 生涯

### 今川家の重臣として
父の岡部親綱は今川氏の重臣であり、今川義元の家督相続に重要な役割を果たした。岡部元信自身も遠江および三河の平定に大きく貢献した武将の1人であった。天文17年（1548年）の第2次小豆坂の戦いでは筋馬鎧に猪の立物をつけて力戦し、今川軍の勝利に貢献した。天文18年（1549年）の安祥城の戦いでも戦功を挙げる。
時期は不明だが、一時的に知行を没収され甲斐の武田信玄の元に身を寄せており、この際に信玄から「信」の偏諱を受けたとされる。通常武田氏の偏諱による「信」は上に置かれる例がほとんどであるが、当時、岡部元信は今川家臣であったから今川義元から下賜された「元」の字を優先したと深沢修平は述べている。深沢は桶狭間の戦い直後に出された元信宛の武田信玄書状から、元信が今川家臣時代から武田氏と深く関わりを持っていたことを指摘している。

### 桶狭間の戦いと今川家の没落
永禄3年（1560年）、桶狭間の戦いでは岡部元信は鳴海城（当時、織田軍との最前線の城）を拠点に、織田勢と戦いを繰り広げた。主君・今川義元が織田信長に討たれた後も岡部元信は抵抗し続け、信長が差し向けた部隊をことごとく撃退した。そして、岡部元信が主君・今川義元の首と引き換えに開城を申し入れたことに、織田信長はその忠義に感動して今川義元の首級を丁重に棺に納めた上で送り届けたと伝わる。岡部元信は主君・今川義元の棺を輿に乗せて先頭に立て、ゆうゆうと鳴海城を引き払った。そして駿府へ帰還する途次、戦功の無いまま帰るを良しとせず刈谷城を100余の手勢で攻撃し、水野信近を討ち取り、城を焼き払った。この岡部元信の奮戦を今川氏真は喜び、6月8日付で岡部元信に対し感状を与えている。この際に以前没収された知行を還付されたが、旧領の相続を巡って弟二人と訴訟問題となったらしい。
今川義元の没後も岡部元信は引き続き今川氏に仕えたが、永禄11年（1568年）12月、武田信玄の駿河侵攻によって今川氏真が駿府を脱出した。当初、岡部元信は今川氏真と行動を共にし、後北条氏の元に身を寄せたが、後に武田軍に降伏した。元亀2年（1571年）の甲相同盟の復活によって今川氏真の駿河復帰は事実上困難となった。このため、今川家臣の中に氏真の下を離れて後北条氏に仕えるものや駿河に帰国して武田氏に仕える者も増加する。元信が武田家臣として文書に登場するのは天正元年（1573年）夏以降であることから、後者の選択をした可能性が高い。なお、前述した義元期の岡部氏嫡流と推測される岡部和泉守は後北条氏の家臣になったことが確認できる（父の大和守は氏真近侍中の永禄12年に死去）。このことが、武田氏において元信が岡部氏惣領とされた背景にあると考えられる。

### 甲斐武田家に仕官
武田軍に降伏後は岡部元信は駿河先方衆として武田家に仕えた。しかし、当時の岡部元信は以前、弟らと所領問題で争った経緯もあったせいか一族の統率が十分取れていなかったらしい。実際に『甲陽軍鑑』の「信玄公御代惣人数之事」では、同じ駿河先方衆の筆頭的立場である朝比奈信置は150騎、同族で岡部元信より先に武田氏に降伏した岡部正綱は50騎を動員しているのに対し、岡部元信は10騎のみであり駿河先方衆の中で最も少ない。
このように岡部元信の基盤は脆弱なものであったが、今川氏時代から武田信玄と個人的な関係があったこと、岡部元信が海賊衆の統率に深く関わっていたこと、岡部和泉守が後北条氏の家臣になったことから岡部氏惣領として認められ、その後、武田氏に重用されるようになった。
実際に元亀4年（1573年）の信玄死後、その跡を継いだ武田勝頼は岡部元信にかつての義元隠居屋敷への居住を許可し、子息を甲府に旗本として出仕させるなどした。岡部元信は武田家で特別に優遇されるようになった。
武田氏は信玄の晩年とその後の勝頼の代になると徳川領である三河・遠江方面に攻勢をかけ、天正2年（1574年）6月に武田勝頼が遠江高天神城を落として占領した（第一次高天神城の戦い）。
しかし、天正3年（1575年）5月、織田信長・徳川家康連合軍の前に武田勝頼が長篠の戦いで大敗すると、徳川軍による遠江方面の反攻が開始され、二俣城・犬居城・諏訪原城などが攻略される。岡部元信はこの際に駿遠国境に近い小山城に在番しており、8月26日より徳川軍の攻撃を受けるが、猛攻を耐え凌ぎ、翌9月7日に武田勝頼が後詰を率いて着陣するまで城を守り通した。
その後も岡部元信は徳川軍の遠江侵攻何度を阻み、天正2年（1574年）時点で528貫であった岡部元信の知行が同5年（1577年）時点では総計2215貫に増加した。
また、海賊衆を統括する立場であった土屋貞綱の戦死後、後継の土屋昌恒が甲府に勝頼側近として出仕していたため、昌恒の代わりに海賊衆を統括する立場として岡部元信が就任した。岡部元信の娘が土屋昌恒と婚姻する背景にはこのような事情があったと考えられている。
こうした数々の武功と駿河・遠江の海賊衆の統括の立場から天正7年（1579年）に、岡部元信は武田軍の高天神城の城将に抜擢され、遠江方面の武田軍の軍事指揮権を一任された。武田家中において譜代以外で一方面の軍事指揮権を保持するのは岡部元信の他に真田氏のみである。

### 最後の戦い
天正8年（1580年）6月から、徳川家康は武田軍の高天神城の攻略を再開し、獅子ヶ鼻砦など「高天神六砦」の建設に入った。10月22日には「高天神六砦」を始めとする22の砦や附城が完成し、厳重に人々の出入りを封鎖した（第二次高天神城の戦い）。
高天神城の城主の岡部元信は武田勝頼に後詰を求めたが、武田勝頼は北条氏政と対峙していた上に織田・徳川軍と正面衝突する事を恐れて後詰を送れなかった。
天正9年（1581年）1月、岡部元信は遠江に残された武田領の滝堺城・小山城の引き渡しを条件に、城兵の助命を嘆願する書状を送った。徳川家康は織田信長に対応を相談したが、織田信長は岡部元信の降伏を拒否するよう命じた。これは武田勝頼が援軍として出陣すればそれを迎撃するが、援軍が送られず高天神城を見殺しにすれば、武田勝頼の威信が武田家で失墜すると見越したものであった。
天正9年（1581年）3月になると高天神城の兵糧は底を突き、城兵は草木をかじって飢えを凌いだ。岡部元信は覚悟を決めて残った諸将を集めて軍議を開き、「この城に入った時から生きて帰ろうとは考えていない。信玄公・勝頼公の恩義に報いるために打って出る」と覚悟を表明した。そしてその日の夜、岡部元信は城兵に酒を与えて最後の訣別の宴を開いた。
3月22日夜10時過ぎ、岡部元信は残った城兵を率いて、徳川軍の最も手薄と見られた石川康通の陣に突撃を敢行した。これに対し、大久保忠世や大須賀康高らが迎え撃ち、武田軍と徳川軍との間で激しい戦闘が始まった。この戦いで岡部元信は戦死した。高天神城から出てきた先頭の将を迎撃したのは大久保忠世の実弟の忠教であった。大久保忠教はまさか岡部元信が兵の先頭に立って突撃して来たとは思っていなかったため、最初の太刀をつけると後は家臣の本多主水に任せて自らは他の敵の追討に向かった。本多主水は岡部元信に組討ち勝負を挑み、元信は果敢に応戦したが、急坂を転げ落ちたところを討ち取られた。享年に関しては70歳に近かったと推測されている。
本多主水は討ち取った時はまさか敵の総大将とは思っておらず、首実検でその首が高天神城の城主の岡部元信と分かった時は、大いに驚愕したという。また大久保忠教は「城の大将にて有ける岡部丹波をば、平助が太刀づけて、寄子の本多主水に打たせけり。丹波と名のりたらば、寄り子に打たせましけれども、名のらぬうへなり」（「城側の大将だった岡部への最初の一太刀は自分が浴びせたのだが、あとは家臣の本多主水に討たせた。岡部が自分でそう名乗っていれば、家臣ではなく自分で相手をして討ち取っていたのに、岡部が名乗らなかったから…」）と『三河物語』で大敵を逸した悔しさを述べている。
岡部元信と共に玉砕した城兵は730余に及んだ。
徳川家康は自らを何度も苦しめた岡部元信を討ち取ったことを喜び、その首級を安土城の織田信長の許に送り届けたという。

## 岡部元信が登場する作品

### 小説（元信が主人公のもの）
- 義元の首（木下昌輝）アンソロジー『決戦！桶狭間』収録

### 映像作品

#### NHK大河ドラマ
- 風林火山（演・宮路佳伴）
- どうする家康（演・田中美央）

### 漫画
- 信長（原作・工藤かずや、作画・池上遼一）
- センゴク外伝 桶狭間戦記（宮下英樹）
- レイリ（原作・岩明均、作画・室井大資）
- いくさの子‐織田三郎信長伝‐（原作・北原星望、作画・原哲夫）

### ゲーム
- 信長の野望シリーズ
- 戦国無双5（声・浅野良介）
- 戦国大戦（声・伊智生士冶、野宮一範）
- 英傑大戦（声・野宮一範）
- Yasuke Simulator（英語版）